# Favites valenciennesi
Espèce
Statut CITES
Favites valenciennesi est une espèce de coraux appartenant à la famille des Merulinidae.